# Idomacromia
Idomacromia is een geslacht van libellen (Odonata) uit de familie van de glanslibellen (Corduliidae).

## Soorten
Idomacromia omvat 3 soorten:
- Idomacromia jillinae Dijkstra & Kisakye, 2004
- Idomacromia lieftincki Legrand, 1984
- Idomacromia proavita Karsch, 1896